# Catalina Pocoví Mayol "Xiva"

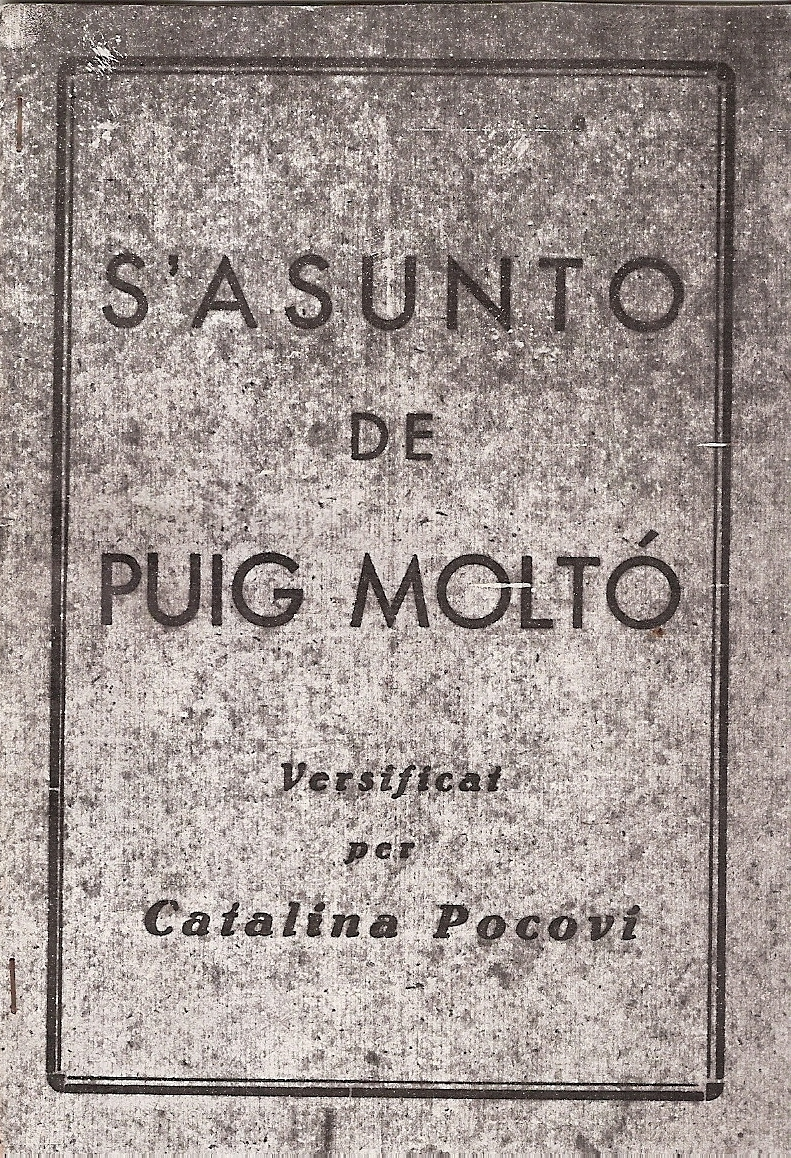
Portada de S'Asunto des Puig Moltó

Catalina Pocoví Mayol, Xiva (Montuïri, Mallorca, 7 de juliol de 1874 - 3 de desembre de 1956), va ser una glosadora i pagesa mallorquina coneguda sobretot per S'asunto des Puig Moltó, versificat per Catalina Pocoví.
El seu pare nomia Joan i la seva mare Maria. El 1902 es casà amb el seu cosí Antoni Mayol Gomila, Xiu, i tengueren vuit fills. Se sap que era analfabeta, que no anà mai a escola i que estigué llogada al lloc de Ca n'Alcover (Inca).
La majoria de les seves gloses són de temàtica amorosa i religiosa. La seva composició més coneguda és S'asunto des Puig Moltó, versificat per Catalina Pocoví publicat per la Imprenta Independencia, de Palma, el 1949. Les gloses fan referència a l'assalt i assassinat ocorregut a la possessió del Puig Moltó el desembre de 1948. Els fets tingueren molt de ressò per tot Mallorca i en sortiren diverses composicions de poesia popular.